# Теорема Дилуорса
Теорема Дилуорса — комбинаторное утверждение, характеризующее экстремальное свойство для частично упорядоченных множеств: конечное частично упорядоченное множество {\displaystyle A} может быть разбито на {\displaystyle n} попарно непересекающихся цепей, где {\displaystyle n} — количество элементов наибольшей антицепи множества {\displaystyle A} (называемое также шириной частично упорядоченного множества).
Версия теоремы для бесконечных частично упорядоченных множеств: частично упорядоченное множество имеет конечную ширину {\displaystyle w} тогда и только тогда, когда его можно разбить на {\displaystyle w} цепей, но не меньше.
Доказана американским математиком Робертом Дилуорсом (англ. Robert P. Dilworth; 1914—1993), главной областью исследований которого была теория решёток.

## Доказательство по индукции
Доказательство по индукции по размеру частично упорядоченного множества {\displaystyle M} основывается на доказательстве Галвина.
Пусть {\displaystyle M} — конечное частично упорядоченное множество. Утверждение тривиально, если {\displaystyle M} пусто. Так что предположим, что {\displaystyle M} имеет как минимум один элемент, и пусть {\displaystyle a} — максимальный элемент {\displaystyle M}.
По предположению индукции, для некоторого целого {\displaystyle k} частично упорядоченное множество {\displaystyle M':=M\setminus \{a\}} можно покрыть {\displaystyle k} непересекающимися цепями {\displaystyle C_{1},\dots ,C_{k}} и имеет по меньшей мере одну антицепь {\displaystyle A_{0}} размера {\displaystyle k}. Ясно, что {\displaystyle A_{0}\cap C_{i}\neq \emptyset } для {\displaystyle i=1,2,\dots ,k}. Для {\displaystyle i=1,2,\dots ,k} пусть {\displaystyle x_{i}} — максимальный элемент в {\displaystyle C_{i}}, который принадлежит какой-либо антицепи размера {\displaystyle k} в {\displaystyle M'}, и множество {\displaystyle A:=\{x_{1},x_{2},\dots ,x_{k}\}}.
Докажем, что {\displaystyle A} — антицепь.
Пусть {\displaystyle A_{i}} — антицепь размера {\displaystyle k}, содержащая {\displaystyle x_{i}}. Зафиксируем произвольные различные индексы {\displaystyle i} и {\displaystyle j}. Тогда {\displaystyle A_{i}\cap C_{j}\neq \emptyset }. Пусть {\displaystyle y\in A_{i}\cap C_{j}}. Тогда {\displaystyle y\leq x_{j}} по определению {\displaystyle x_{j}}.
Отсюда следует, что {\displaystyle x_{i}\not \geq x_{j}}, поскольку {\displaystyle x_{i}\not \geq y}. Если обменять роли {\displaystyle i} и {\displaystyle j}, мы получим {\displaystyle x_{j}\not \geq x_{i}}. Это доказывает, что {\displaystyle A} является антицепью.
Вернёмся к {\displaystyle M}. Предположим сначала, что {\displaystyle a\geq x_{i}} для некоторого {\displaystyle i\in \{1,2,\dots ,k\}}. Пусть {\displaystyle K} — цепь {\displaystyle \{a\}\cup \{z\in C_{i}:z\leq x_{i}\}}. Тогда вследствие выбора {\displaystyle x_{i}} {\displaystyle M\setminus K} не содержит антицепь размера {\displaystyle k}. Из предположения индукции следует, что {\displaystyle M\setminus K} можно покрыть {\displaystyle k-1} непересекающимися цепями, поскольку {\displaystyle A\setminus \{x_{i}\}} является антицепью размера {\displaystyle k-1} в {\displaystyle M\setminus K}.
Таким образом, {\displaystyle M} можно покрыть {\displaystyle k} непересекающимися цепями, что и требовалось.
Теперь, если {\displaystyle a\not \geq x_{i}} для каждого {\displaystyle i\in \{1,2,\dots ,k\}}, то {\displaystyle A\cup \{a\}} является антицепью размера {\displaystyle k+1} в {\displaystyle M} (поскольку {\displaystyle a} — максимальное в {\displaystyle M}). Таким образом, {\displaystyle M} может быть покрыто {\displaystyle k+1} цепями {\displaystyle \{a\},C_{1},C_{2},\dots ,C_{k}}, что завершает доказательство.

## Доказательство через теорему Кёнига

Доказательство теоремы Дилуорса через теорему Кёнига — построение двудольного графа из частичного порядка и разбиение на цепочки согласно паросочетаниям

Подобно другим результатам комбинаторики теорема Дилуорса эквивалентна теореме Кёнига о паросочетаниях на двудольных графах и некоторым другим теоремам, включая теорему Холла о свадьбах.
Для доказательства теоремы Дилуорса для частично упорядоченного множества S с n элементами, используя теорему Кёнига, определим двудольный граф G = (U,V,E), где U = V = S и (u,v) является ребром в G, если u < v в S. По теореме Кёнига существует паросочетание M в G, и множество вершин C в G, такие, что каждое ребро из графа содержит, по крайней мере, одну вершину из C и оба множества, M и C, имеют одно и то же число элементов m. Пусть A — множество элементов S, которым не соответствует никакая вершина в C. Тогда A имеет как минимум n — m элементов (возможно больше, если C содержит вершины, соответствующие одному и тому же элементу на обеих сторонах двудольного графа). Пусть P — семейство цепей, образованных включением x и y в одну цепочку, когда существует ребро (x,y) в M. Тогда P имеет n — m цепей. Таким образом, мы сконструировали антицепь и разложение на цепи с тем же числом элементов в множестве.
Для доказательства теоремы Кёнига из теоремы Дилуорса для двудольного графа G = (U,V,E) образуем частичный порядок на вершинах графа G, полагая u < v в точности, когда u содержится в U, v содержится V и существует ребро из E из u в v. По теореме Дилуорса существует антицепь A и разложение на цепи P, оба множества одного размера. Но нетривиальными цепями в частичном порядке могут быть только пары элементов, соответствующих рёбрам графа, так что нетривиальные цепи из P образуют паросочетание в графе. Дополнение A образует покрытие вершин G с тем же числом элементов, что и в паросочетании.
Эта связь с двудольными паросочетаниями позволяет вычислить ширину любого упорядоченного множества за полиномиальное время.

## Обобщение на неограниченные частично упорядоченные множества
Теорема Дилуорса для неограниченных частично упорядоченных множеств утверждает, что такое множество имеет ограниченную ширину w в том и только в том случае, когда оно может быть разложено на w цепей. Предположим, что бесконечное частично упорядоченное множество P имеет ширину w, что означает, что любая антицепь содержит не более конечного числа w элементов. Для любого подмножества S множества P разложение на w цепей (если существует) можно описать как раскраска графа несравнимости S (граф, имеющий элементы S в качестве вершин и рёбра для несравнимых вершин), используя w цветов. Любой класс расцветки графа несравнимости должен быть цепью. В предположении, что P имеет ширину w, по версии теоремы Дилуорса для конечного случая, любое конечное подмножество S множества P имеет w-цветную раскраску графа несравнимости. Таким образом, по теореме де Брейна — Эрдёша, P сам также имеет w-цветную раскраску графа несравнимости, а это есть желаемое разделение на цепи.
Однако теорема не обобщается так просто на случай для частично упорядоченных множеств, когда ширина не ограничена. В этом случае размер максимальной антицепи и минимального числа цепей, необходимых для покрытия, могут существенно отличаться. В частности, для любого бесконечного кардинального числа κ существует бесконечное частично упорядоченное множество с шириной ℵ0, разделение которого на цепи имеет не меньше κ цепей.
В 1963 году получено аналогичное теореме Дилуорса утверждение для неограниченного случая.

## Теорема Мирского
Теорема, двойственная теореме Дилуорса — теорема Мирского, — утверждает, что размер наибольшей цепи в частичном порядке (конечный случай) равен наименьшему числу антицепей, на которые можно разложить частичный порядок. Доказательство этой теоремы много проще доказательства теоремы Дилуорса. Для любого элемента x возьмём цепи, имеющие x в качестве максимального элемента, и пусть N(x) означает размер наибольшей из этих x-максимальных цепей. Тогда каждое множество N−1(i), состоящее из элементов, которые имеют одинаковые значения N, является антицепью, и размер этого разделения частично упорядоченного множества на антицепи равно размеру наибольшей цепи.

## Совершенство графов сравнимости
Граф сравнимости — это неориентированный граф, образованный из частичного порядка путём создания вершин для каждого элемента порядка и рёбер для любых двух сравнимых элементов. Таким образом, клика в графе сравнимости соответствует цепи, а независимое множество соответствует антицепи. Любой Порождённый подграф графа сравнимости сам является графом сравнимости, образованным из частичного порядка путём сужения на подмножество элементов.
Неориентированный граф является совершенным, если в каждом порождённом подграфе хроматическое число равно размеру наибольшей клики. Любой граф сравнимости является совершенным — это как раз теорема Мирского, пересказанная в терминах теории графов. По теореме о совершенных графах Ловаса, дополнение любого совершенного графа является также совершенным графом. Таким образом, дополнение любого графа сравнимости является совершенным. Это, по существу, та же теорема Дилуорса, сформулированная в терминах теории графов. Таким образом, свойство дополнительности совершенных графов может дать альтернативное доказательство теоремы Дилуорса.

## Ширина специальных частичных порядков
Булевская решётка Bn — это степень множества X из n элементов — скажем, {1, 2, …, n} — упорядоченное по включению, или, формально, (2[n], ⊆). Теорема Шпернера утверждает, что максимальная антицепь в Bn имеет размер, не превосходящий
{\displaystyle {\mbox{width}}(B_{n})={n \choose \lfloor {n/2}\rfloor }.}
Другими словами, наибольшее семейство подмножеств несравнимости множеств X получается выбором подмножеств X, которые имеют среднее значение. Неравенство Любелла–Ямамото–Мешалкина также имеет отношение к антицепям в степенях множества и может быть использовано для доказательства теорема Спернера.
Если упорядочить целые числа в интервале [1, 2n] по делимости, подынтервал [n + 1, 2n] образует антицепь размером n. Разложение этого частичного порядка на n цепей легко получить: для каждого нечётного m в [1,2n] образуем цепь из чисел вида m2i. Таким образом, по теореме Дилуорса, ширина этого частичного порядка равна n.
Теорему Эрдёша — Секереша о монотонных подпоследовательностях можно интерпретировать как приложение теоремы Дилуорса к частичным порядкам размерности два.
«Выпуклая размерность» антиматроида определяется как минимальное число цепей, необходимых для определения антиматроида, и теорему Дилуорса можно использовать, чтобы показать, что она равна ширине связанного частичного порядка. Эта связь приводит к линейному по времени работы алгоритму для поиска выпуклой размерности.